# یو یونهارا
یو یونهارا (انگلیسی: Yu Yonehara؛ زادهٔ ۱۸ اوت ۱۹۹۴) بازیکن فوتبال اهل ژاپن است.